# Kanton Montval-sur-Loir
Kanton Montval-sur-Loir (tot 2021 Kanton Château-du-Loir genaamd) is een kanton van het Franse departement Sarthe. Het kanton maakt deel uit van het arrondissement La Flèche en telt 23.512 inwoners in 2020.
Het decreet van 24 februari 2021 heeft de naam van het kanton aangepast aan de gewijzigde naam van zijn hoofdplaats.

## Gemeenten
Het kanton Château-du-Loir omvatte tot 2014 de volgende 11 gemeenten:
- Beaumont-Pied-de-Bœuf
- Château-du-Loir (hoofdplaats)
- Dissay-sous-Courcillon
- Flée
- Jupilles
- Luceau
- Montabon
- Nogent-sur-Loir
- Saint-Pierre-de-Chevillé
- Thoiré-sur-Dinan
- Vouvray-sur-Loir

Bij de herindeling van de kantons door het decreet van 24 februari 2014, met uitwerking op 22 maart 2015, werden daar 18 gemeenten aan toegevoegd.
Op 1 januari 2016 werden de gemeenten Château-du-Loir, Montabon en Vouvray-sur-Loir samengevoegd tot de fusiegemeente (commune nouvelle) Montval-sur-Loir.

Op 1 januari 2017 werden de gemeenten Lavenay, La Chapelle-Gaugain, Poncé-sur-le-Loir en Ruillé-sur-Loir samengevoegd tot de fusiegemeente (commune nouvelle) Loir en Vallée.
Sindsdien omvat het kanton volgende 24 gemeenten : 
- Beaumont-sur-Dême
- Beaumont-Pied-de-Bœuf
- Chahaignes
- La Chartre-sur-le-Loir
- Courdemanche
- Dissay-sous-Courcillon
- Flée
- Le Grand-Lucé
- Jupilles
- Lavernat
- Lhomme
- Loir en Vallée
- Luceau
- Marçon
- Montreuil-le-Henri
- Montval-sur-Loir (hoofdplaats)
- Nogent-sur-Loir
- Pruillé-l'Éguillé
- Saint-Georges-de-la-Couée
- Saint-Pierre-de-Chevillé
- Saint-Pierre-du-Lorouër
- Saint-Vincent-du-Lorouër
- Thoiré-sur-Dinan
- Villaines-sous-Lucé